# Opel 4/8 PS
Opel 4/8 PS — одна з перших моделей автомобіля німецької компанії Adam Opel AG з кузовом фаетон. Завдяки значній популярності цієї моделі компанія стала одним з найбільших автовиробників Німецької імперії.
Невелика двомісна модель проектувалась з розрахунком на заможний середній клас, маючи привабливу ціну у 3950 марок. Модель рекламувалась як така, що «… поєднує в собі зручності великого автомобіля з низькими цінами мотоцикла. Неперевершена по надійності, елегантності і швидкості. Найкраща й найдешевша модель з чотирма циліндрами в світі. Ідеально підходить для лікарів, юристів, підприємців». Підкреслювалось, що модель не потребує найму фахівця водія. Модель дійсно стала популярною серед лікарів для домашніх візитів до хворих, завдяки чому отримала народну назву «Doktorwagen» (Машина лікарів). Перша модель Опеля, що несла на сітці радіатора назву компанії.
На Opel 4/8 PS встановили 4-циліндровий мотор об'ємом 1029 см³ і потужність в 8 к.с., що дозволяв розвинути високу для того часу швидкість 60 км/год.